# Cynthia Gairy
Lady Cynthia Bernadette Gairy (n. Saint David, 25 de marzo de 1923 - Atlanta, 29 de enero de 2018), nacida Cynthia Bernadette Clyne, fue una política granadina, perteneciente al Partido Laborista Unido de Granada y esposa de Eric Gairy, dos veces jefe de gobierno de Granada. Ejerció como miembro del Parlamento en representación de Saint David entre 1961 y 1979 y ocupó varias carteras ministeriales durante el gobierno de Gairy (entre ellas Desarrollo Comunitario y Cooperativas, Educación y Cultura). Fue la primera mujer elegida para el Parlamento de Granada y la primera mujer en ejercer como Ministra del gabinete del país caribeño.
Se casó con Eric Gairy, destacado dirigente político de la lucha por la independencia de Granada y gobernante del país entre 1961 y 1962 y nuevamente entre 1967 y 1979. Era madre de dos hijas, Macelle, ex Alta Comisionada de Granada en Londres y Jennifer. Gairy era una católica devota y se desempeñó como organista y directora del coro de la Iglesia Católica de St. David durante varios años.